# Protium giganteum var. crassifolium
Protium giganteum var. crassifolium é uma variedade de árvore pertencente à família Burseraceae. É uma espécie arbórea não endêmica do Brasil, podendo ser encontrada em outras regiões da América do Sul, como na região das Guianas, podendo ocorrer na Guiana Francesa e Suriname. Ocorre apenas na região da floresta Amazônica de terra firme. No território brasileiro tem distribuição na Ilha do Marajó, no Pará, e no Parque Estadual Serra do Aracá, no Amazonas, e podendo ocorrer no Amapá. Faz parte da lista de Espécies da Flora Brasileira Ameaçadas de Extinção publicada pelo Ministério do Meio Ambiente. Assim como outras espécies dessa mesma família, é amplamente utilizada na medicina popular para o tratamento diversos problemas de saúde como dores musculares, inflamações e descongestionantes nasais.

## Descrição
A Protium giganteum var. crassifolium, é uma variedade que faz parte da família Burseraceae, gênero Protium, e espécie Protium giganteum. É uma árvore de grande porte, podendo atingir cerca de 16 metros de altura. Suas folhas são muitas vezes compostas por 7, 9 ou 11 folíolos, de característica coriácea e textura grossa, e de formato de lâmina elíptica, podendo medir cerca de 19 centímetros por 5 centímetros de limbo, apresentando cores verde escuro brilhante na parte superior, e verde mais claro na parte inferior. As flores são pequenas e claras, surgindo em inflorescências do tipo panícula, ou seja, é formado um cacho de flores com pedúnculos ramificados. O fruto é uma drupa pequena, ou seja, é formado um fruto carnoso que contém uma única semente protegida por um caroço duro, com cerca de 1,5 cm de diâmetro.

## Distribuição e Habitat
A Protium giganteum var. crassifolium é nativa da América do Sul, e sua variedade é encontrada desde as Guianas até a região Norte do Brasil. É uma árvore que cresce preferencialmente em áreas de floresta tropical úmida da floresta Amazônica de terra firme.
Faz parte da lista de Espécies da Flora Brasileira Ameaçadas de Extinção publicada pelo Ministério do Meio Ambiente, e é considerada como vulnerável na lista vermelha da flora do estado do Pará, ou seja, enfrenta um elevado risco de extinção na natureza. A espécie está ameaçada pela perda da área e qualidade do hábitat em consequência do desmatamento ilegal, e por causa de incêndios não espontâneos criados para a ocupação principalmente da Ilha de Marajó, com a principal finalidade de expansão das áreas para a pastagem de bovinos.

## Uso e Exploração
Assim como outras espécies da família Burseraceae, suas folhas, e o seu óleo-resina são extraídos, e frequentemente usados na medicina popular e indígena para o tratamento não convencional de alguns sintomas simples como dores musculares, inflamações e descongestionantes nasais.
Atualmente a Protium giganteum var. crassifolium encontra-se ameaçada de extinção no Brasil, podendo vir a extinção no estado do Pará. Um dos motivos é a derrubada ilegal da floresta Amazônica, e a exploração e utilização da madeira dessa árvore na produção de móveis, e outros objetos de decoração, devido à sua qualidade e resistência.